# Who (Unix)

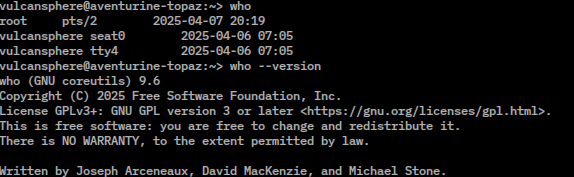
Captură de ecran a comenzii pe LINUX

Comanda UNIX who tipărește pe ecran lista utilizatorilor care sunt în prezent conectați (login) la calculator. Comanda este similară cu comanda w, aceasta din urmă tipărind o serie de statistici suplimentare.
Comanda a fost implementată de Joseph Arceneaux, David MacKenzie, și Michael Stone și face parte din pachetul GNU coreutils.

## Sintaxă
```
who [opțiuni] [fișier]
```

unde argumentul opținonal fișier este fișierul unde sistemul menține lista de utilizatori curenți (/var/run/utmp sau /var/log/wtmp).
Dintre opțiunile cele mai des folosite amintim:
-a (all) - tipărește toate statisticile
-b (boot) - timpul când sistemul a fost pornit
-d (dead) - tipărește toate procesele moarte
-p (process) - tipărește procesele active
-u (user) - utilizatori aflați în sistem